# اسکای مپر

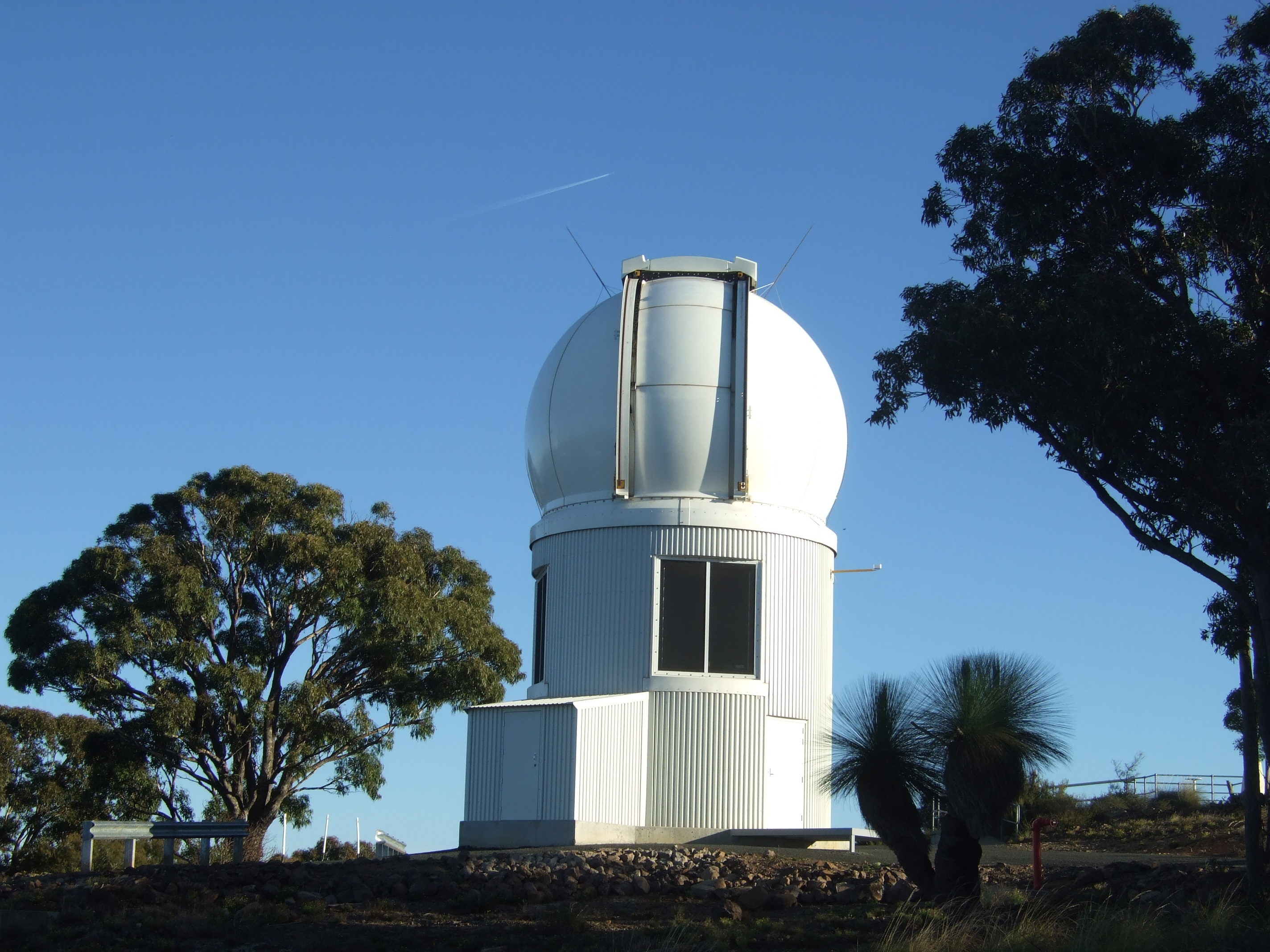
تلسکوپ اسکای مَپِر

اسکای مَپِر (انگلیسی: SkyMapper) یک تلسکوپ نوری کاملاً خودکار با زاویه دید ۱٫۳۵ متری (۴٫۴ فوت) در رصدخانه سایدینگ اسپرینگ در شمال نیو ساوت ولز، استرالیا است. این یکی از تلسکوپ‌های دانشکده تحقیقات اخترشناسی و اخترفیزیک دانشگاه ملی استرالیا (ANU) است. این تلسکوپ دارای طراحی جمع و جور کاسگرین اصلاح شده با آینه ثانویه بزرگ ۰٫۶۹ متری است که میدان دید بسیار وسیعی به آن می‌دهد: ابزار اختصاصی آن، یک دوربین تصویربرداری ۲۶۸ میلیون پیکسلی است که می‌تواند ۵٫۷ درجه مربع از آسمان را عکاسی کند. این دوربین دارای شش فیلتر نوری است که از طول موج‌های فرابنفش تا فروسرخ نزدیک است.
تلسکوپ اسکای مپر برای انجام بررسی آسمان جنوبی ساخته شده‌است که در طول پنج سال از کل آسمان جنوبی چندین بار در شش فیلتر طیفی اسکای مپر تصویربرداری می‌کند. این بررسی مشابه بررسی آسمان دیجیتال اسلون از آسمان نیمکره شمالی خواهد بود اما چندین مورد از قابلیت‌های آن پیشرفت داده‌شده‌است، از جمله پوشش زمانی، اندازه‌گیری دقیق‌تر ویژگی‌های ساختاری ستاره‌ها و پوشش بخش‌های بزرگی از صفحهٔ کهکشان.
این تلسکوپ و دوربین آن توسط ANU به عنوان جانشین تلسکوپ بزرگ ملبورن در کوه استروملو پس از سوختن آن تلسکوپ در آتش‌سوزی کانبرا در سال ۲۰۰۳ ساخته شد. در سال ۲۰۰۹ توسط وزیر کیم کار و فرماندار نیو ساوت ولز ماری بشیر افتتاح شد.[۱] پروژه نظرسنجی توسط شورای تحقیقات استرالیا از طریق کمک‌های مالی مختلف تأمین می‌شود.[۲][۳] این پروژه همچنین در چالش نوآوری استرالیا در سال ۲۰۱۱ فینالیست شد.[۴]